# Hey Violet
Hey Violet ist eine US-amerikanische Elektropopband aus Los Angeles.

## Bandgeschichte
Ursprünglich wurde die Band 2008 als Hard-Rock-Band unter dem Namen Cherri Bomb als Girlband gegründet. 2011/12 veröffentlichten sie auch mehrere Songs und eine EP mit dem Titel Stark. Mit dem Album This Is the End of Control kamen sie im Juni 2012 in die Hard-Rock- und die Heatseekers-Charts.
Anfang 2013 ging dann Sängerin und Gitarristin Julia Pierce eigene Wege. Die verbliebenen drei Mitglieder, Bassistin und Sängerin Rena Lovelis, ihre Schwester Nia am Schlagzeug und Keyboarderin Miranda Miller änderten den Bandnamen in Hey Violet und die musikalische Ausrichtung in Pop mit Punk-, Trap- und EDM-Einflüssen. Als männlicher Gitarrist kam Casey Moreta hinzu.
2015 wurden sie von Hi or Hey Records, dem von 5 Seconds of Summer gegründeten Label, unter Vertrag genommen. Sie traten bei den Australiern als Vorband im Tourprogramm auf und veröffentlichten im Juli ihre erste EP I Can Feel It. Auf Anhieb kamen sie damit in die Billboard-200-Albumcharts. Bei den Teen Choice Awards 2016 gewannen sie die Auszeichnung in der Kategorie Next Big Thing.
Ein Jahr später folgte die EP Brand New Moves. Der darauf enthaltene Song Guys My Age wurde Anfang 2017 ein Hit in den Singlecharts. Mit Bassist Ian Shipp kam ein fünftes Bandmitglied hinzu, bevor Hey Violet im Sommer ihr Debütalbum From the Outside veröffentlichten. Es kam auf Platz 110 der Albumcharts, die Albumsongs Hoodie und Break My Heart waren kleinere Radiohits bei den Popsendern.
In der Folge verließen Miranda Miller und Shipp die Band und es wurde ruhiger um Hey Violet. 2019 veröffentlichten die Lovelis-Schwestern und Casey Moreta als Trio einige Singles, aber erst 2021 wurden sie wieder verstärkt aktiv und brachten die EPs Problems und Deep End heraus.

## Diskografie

### Cherri Bomb
Alben
- Stark (EP, 2011)
- This Is the End of Control (2012)

Lieder
- Shake the Ground (2012)
- Too Many Faces (2012)
- Better This Way (2012)

### Hey Violet
Alben
- From the Outside (2017)

EPs
- I Can Feel It (2015)
- Brand New Moves (2016)
- Problems (2021)
- Deep End (2021)

Lieder
- This Is Why (2015)
- Brand New Moves (2016)
- Pure (2016)
- Guys My Age (2016)
- Break My Heart (2017)
- Hoodie (2017)
- Better By Myself (2019)
- Close My Eyes (2019)
- Queen of the Night (2019)
- Clean (2019)
- Friends Like This (2021)
- Problems (2021)
- Dear Love (2021)
- Party Girl (2021)
- Bitter Pill (2021)